# Illice perrosea
Illice perrosea là một loài bướm đêm thuộc phân họ Arctiinae, họ Erebidae.